# Saint-Élix-le-Château
Saint-Élix-le-Château är en kommun i departementet Haute-Garonne i regionen Occitanien i södra Frankrike. Kommunen ligger i kantonen Le Fousseret som tillhör arrondissementet Muret. År 2022 hade Saint-Élix-le-Château 927 invånare.

## Befolkningsutveckling
Antalet invånare i kommunen Saint-Élix-le-Château
Referens:INSEE